# خوسيه راميريز أغوديلو
خوسيه راميريز أغوديلو (بالإسبانية: José Ramirez Agudelo)‏ هو لاعب كرة قدم أرجنتيني في مركز الوسط، ولد في 18 سبتمبر 1990 في إنفيغادو في كولومبيا. لعب مع نويفا شيكاجو.

## وصلات خارجية
- خوسيه راميريز أغوديلو على موقع قاعدة بيانات كرة القدم.إي يو (الإنجليزية)
- خوسيه راميريز أغوديلو على موقع Soccerway.com (الإنجليزية)